# Hosein Ala

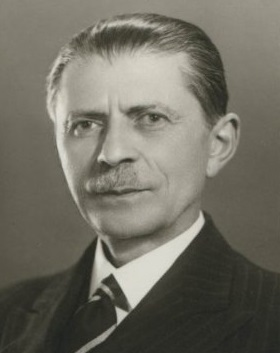
Hosein Ala

Hosein Ala (persiska: حسین علاء), född 13 december 1881 i Teheran, Iran, död 12 juli 1964 i Teheran, var en iransk politiker som tjänstgjorde som premiärminister 1951 och från 1955 till 1957.

## Karriär
Hosein Ala spenderade sina unga år i England och studerade vid Westminster School. Han läste juridik vid University of London och därefter blev han antagen till advokatsamfundet i Inner Temple. 
Ala började sin politiska karriär vid Irans utrikesministerium och rönte stora framgångar under shahen Mohammad Reza Pahlavi. Han var Irans ambassadör i Storbritannien åren 1934-1936, utrikesminister 1943-1945 och ambassadör i USA 1946-1950. Han utnämndes till premiärminister för andra gången 1955, och i november samma år överlevde han ett mordförsök utfört av den islamistiska terrororganisationen Fedayan-e eslam.
1960 inrättade Hosein Ala tillsammans med sina vänner Hasan Taghizadeh och Abdollah Entezam "The Independent Grand Lodge of Iran", en självständig iransk frimurarorganisation.
Hosein Ala är begravd i staden Rayy, söder om Teheran.